# Svatý Kopeček
Svatý Kopeček (Duits: Heiligenberg) is tegenwoordig een wijk en kadastrale gemeente in Olomouc. In Svatý Kopeček wonen ongeveer 800 mensen. Tot 1974 was Svatý Kopeček een zelfstandige gemeente. In de wijk bevinden zich de Zoologická zahrada Olomouc (Dierentuin van Olomouc) en de basiliek van de visitatie van de maagd Maria met een klooster van de Premonstratenzers en het Muzeum Matice svatokopecké.

## Aanliggende (kadastrale) gemeenten
| Aanliggende (kadastrale) gemeenten1 | Aanliggende (kadastrale) gemeenten1 | Aanliggende (kadastrale) gemeenten1 | Aanliggende (kadastrale) gemeenten1 | Aanliggende (kadastrale) gemeenten1 |
| ----------------------------------- | ----------------------------------- | ----------------------------------- | ----------------------------------- | ----------------------------------- |
|                                     |                                     | Dolany                              |                                     | Lošov                               |
|                                     |                                     |                                     |                                     |                                     |
| Samotišky                           | Radíkov                             |                                     |                                     |                                     |
|                                     |                                     |                                     |                                     |                                     |
|                                     |                                     | Droždín                             |                                     |                                     |

1 Cursief geschreven namen zijn andere kadastrale gemeenten binnen Olomouc.

## Met Svatý Kopeček verbonden
- Oldřich Králík (1907 – 1975) – schrijver, overleden in Svatý Kopeček
- Jindřich Lenhart († 1955) – schilder, overleden in Svatý Kopeček
- Karel Svolinský (1896 – 1986) – kunstenaar, geboren in Svatý Kopeček
- Jiří Wolker (1900 - 1924) – dichter, schreef een gedicht over Svatý Kopeček

Bělidla ·
Černovír ·
Droždín ·
Chomoutov ·
Chválkovice ·
Hejčín ·
Hodolany ·
Holice ·
Klášterní Hradisko ·
Lazce ·
Lošov ·
Nedvězí ·
Nemilany ·
Neředín ·
Nová Ulice ·
Nové Sady ·
Nový Svět ·
Olomouc-město ·
Pavlovičky ·
Povel ·
Radíkov ·
Řepčín ·
Slavonín ·
Svatý Kopeček ·
Topolany ·
Týneček